# Megaselia parasitica
Megaselia parasitica är en tvåvingeart som först beskrevs av Malloch 1915.  Megaselia parasitica ingår i släktet Megaselia och familjen puckelflugor. Inga underarter finns listade i Catalogue of Life.